# 미모토 지이
미모토 지이(美元智衣 미모토 치이[*], 1980년 2월 18일~)는 일본의 여성 싱어송라이터이다. 1998년 소니 레코드에 발탁되어 애니메이션 주제가를 불렀고,2000년에는 'aira'라는 예명으로 싱글 곡 『ずっと忘れない』를 발표한다. 2001년에 돌연 활동 중지를 선언하고 아르바이트를 전전한다. 이 기간 동안 도쿄에서 인디로 활동했다.
2008년에 ZAIN RECORDS에서 싱글 『再出発』를 발표하며 재데뷔한다. 그녀의 예명은 'aira'에서 'Chie'로 바뀌었다가,2008년 재데뷔하며 본명으로 돌아왔다.

## 레코딩 참가
- ORANGE RANGE「はい!もしもし…夏です!」